# Доња Дренова
Доња Дренова је насељено место у саставу града Свети Иван Зелина у Загребачкој жупанији, Хрватска. До територијалне реорганизације у Хрватској налазила се у саставу бивше велике општине Свети Иван Зелина.

## Становништво
На попису становништва 2011. године, Доња Дренова је имала 308 становника.

## Попис1991.
На попису становништва 1991. године, насељено место Доња Дренова је имало 394 становника, следећег националног састава:
| Попис 1991.‍ | Попис 1991.‍ | Попис 1991.‍ | Попис 1991.‍ | Попис 1991.‍ |
| ----------- | ----------- | ----------- | ----------- | ----------- |
|             |             |             |             |             |
| Хрвати      | Хрвати      |             | 382         | 96,95%      |
| Албанци     | Албанци     |             | 1           | 0,25%       |
| Грци        | Грци        |             | 1           | 0,25%       |
| Муслимани   | Муслимани   |             | 1           | 0,25%       |
| Словенци    | Словенци    |             | 1           | 0,25%       |
| непознато   | непознато   |             | 8           | 2,03%       |
| укупно: 394 |             |             |             |             |